# Alexandra Dahlström
Alexandra Dahlström (Gävle, 12 de Fevereiro de 1984) é uma actriz e realizadora sueca.

## Biografia
Alexandra Dahlström nasceu em Gävle, na Suécia e cresceu em Estocolmo. A sua mãe é russa e o seu pai é sueco. Fala Sueco e Russo.
Ganhou atenção internacional em 1998, após protagonizar o filme Fucking Åmål, no papel de "Elin". Com esta interpretação, ganhou o escaravelho de ouro (o equivalmente sueco dos óscares) para a melhor actriz do ano, em conjunto com Rebecka Liljeberg. Apesar de ter recebido diversas ofertas para participar noutros filmes, recusou-as, afirmando que pretendia concentrar-se em terminar os seus estudos.
Quando lhe perguntaram, quando era mais nova, o que queria ser quando fosse mais nova, disse: "assassina em série ou estrela musical".
Viveu sozinha em Estocolmo, após terminar a escola secundária. Continuou a trabalhar como actriz. Após um interregno  de vários anos, participou num novo filme Fröken Sverige, pelo qual recebeu críticas favoráveis.
Em 2002, trabalhou como assistente de realização e tradutora de Russo com o realizador de Fucking Åmål, Lukas Moodysson, no seu filme Lilya 4-ever.
No Outono de 2004, foi a DJ do maior programa de conversas da Suécia, chamado "Sen kväll med Luuk", no qual tinha sido entrevistada com Rebecka Liljeberg em 1998, pela sua actuação conjunta em Fucking Åmål. Na sua estreia como DJ, os convidados foram  R.E.M. e Paul Bettany.
Em 2005, apoiou Moscovo na eleição da cidade dos Jogos Olímpicos.
Alexandra Dahlström estudou para ser intérprete, especializando-se em Russo e Italiano. Após completar os seus estudos, vive agora em Roma, tentando prosseguir uma carreira séria como actriz.
Em 2007, participou numa telenovela holandesa denominada "Goede Tijden, Slechte Tijden" (bons tempos, maus tempos"), interpretando uma estudante sueca chamada Skylar Nilsson.
Nesse mesmo ano, estreou-se na realização de curtas-metragens.

## Filmografia

### Como atriz
- Sanning eller konsekvens (1997)
- St. Mikael (série) (1998)
- Fucking Åmål (1998)
- Kranes konditori (peça de teatro) (1999)
- Tomten är far till alla barnen (1999)
- En vacker värld (peça de teatro) (2001)
- La Carpe (curta metragem) (2001)
- Fröken Sverige (2004)
- Som kärlek fast på riktigt (2005) [1]
- Goede Tijden, Slechte Tijden (série holandesa) (2007)
- De missälskande (2007)[1]
- Babysister (2009)[1]
- Jenny ger igen (2009)[1]
- Mañana (2009)[1]
- Spindelgången (2010)[1]
- Astro– Uma Fábula Urbana em um Rio de Janeiro Mágico (2012)[4]

### Como realizadora
- Lacrimosa  (2007)
- Kom hit (2008)
- Because the Night (2009)